# Ветлуга (град)
Ветлуга (рус. Ветлуга) град је у Русији у Нижњеновгородској области. Према попису становништва из 2010. у граду је живело 8954 становника.

## Становништво
| 1939. | 1959.  | 1970. | 1979.  | 1989.  | 2002. | 2010. |
| ----- | ------ | ----- | ------ | ------ | ----- | ----- |
| 8.100 | 10.016 | 9.817 | 10.048 | 10.190 | 9.641 | 8.954 |